# Aequorea victoria
Aequorea victoria, яку також іноді називають кристалічним желе, це біолюмінесцентна гідрозойна медуза, або гідромедуза, яка зустрічається біля західного узбережжя Північної Америки.
Цей вид найбільш відомий завдяки двом білкам: екворину (фотобілка) і зеленого флуоресцентного білка (GFP), які мають біолюмінісцентні властивості. Їх першовідкривачі, Осаму Шімомура та його колеги, отримали Нобелівську премію з хімії 2008 року за роботу над GFP.

## Опис

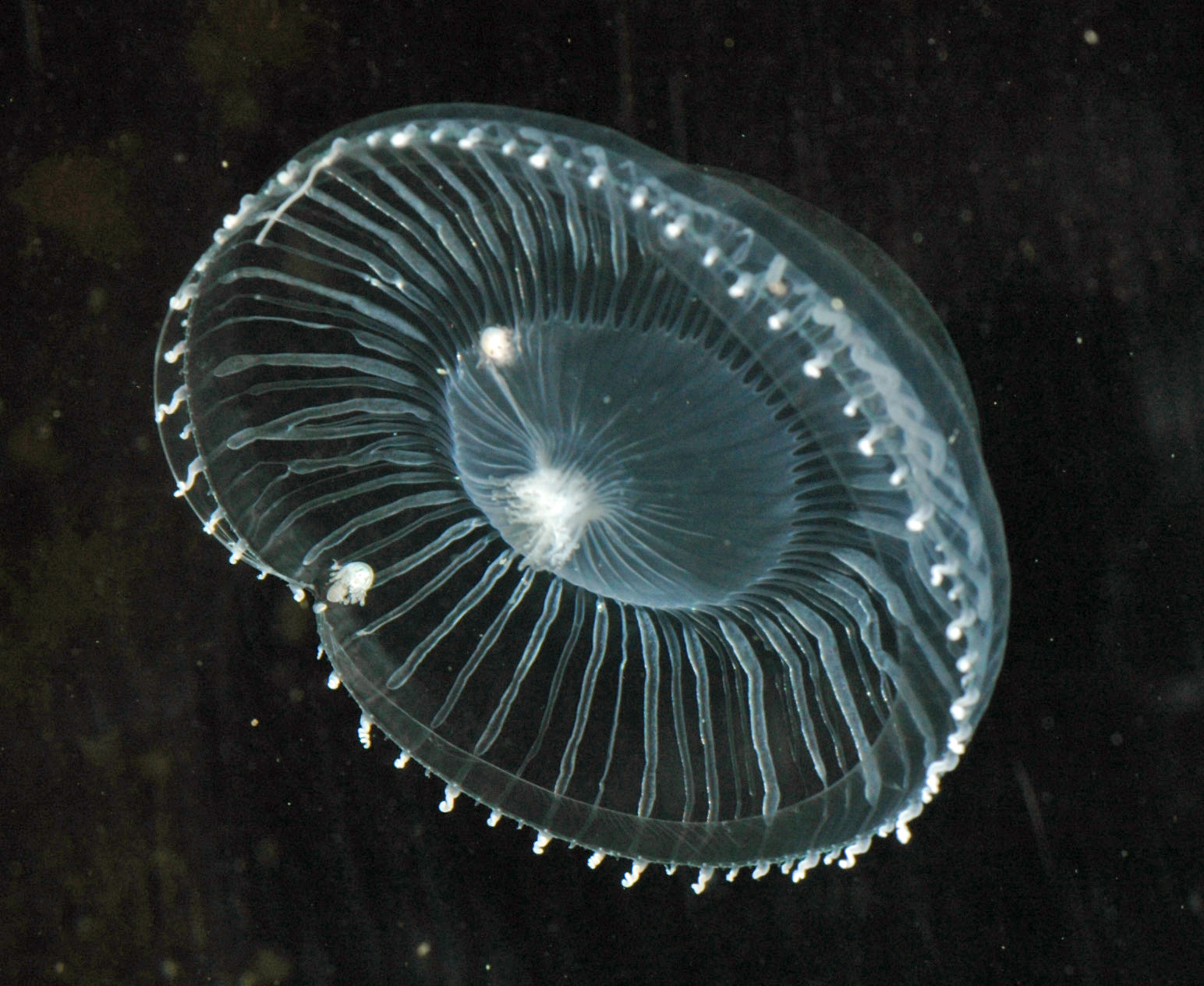
Вентральний вид гіперіїдного бокоплава

Тварина майже повністю прозора та безбарвна, через що важко розрізняється. Має сильно скоротливий рот та манубрій у центрі до 100 радіальних каналів, які простягаються до краю дзвоника. Край дзвоника оточений нерівними щупальцями, у дорослих особин їх буває до 150. Щупальця містять нематоцисти, які допомагають у захопленні здобичі, хоча вони не шкідливі для людини. Екземпляри більше 3 см зазвичай мають гонади для статевого розмноження, які займають більшу частину довжини радіальних каналів і видимі на фотографіях у цій статті як білуваті потовщення вздовж радіальних каналів. Край дзвоника окільцований м’язовим велюмом, типовим для гідромедуз, який покращує пересування завдяки м’язовому скороченню дзвона. Більші екземпляри часто зустрічаються з симбіотичними гіперіїдними амфіподами, прикріпленими до підпарасольки, або навіть інколи живуть у кишечнику чи радіальних каналах.

## Поширення
Aequorea victoria зустрічається вздовж північноамериканського західного узбережжя Тихого океану від Берингового моря до південної Каліфорнії. Медузи — лише одна частина життєвого циклу, у вигляді пелагічного організму, який відбруньковується від донного поліпа наприкінці весни. У східній частині Тихого океану ці медузи плавають біля берега і в морі; цей вид особливо поширений у Пьюджет-Саунді.

## Ідентифікація
Види Aequorea може бути досить важко відрізнити між собою, оскільки ідентифікація проводиться за морфологічними ознаками, а це зазвичай кількість щупалець, кількість радіальних каналів, кількість крайових статоцист і розмір. Ці особливості не є сталими навіть для виду, і кількість щупалець і радіальних каналів збільшується у всіх видів Aequorea зі збільшенням розміру. Ідентифікацію ускладнює ще й той факт, що ще один вид іноді зустрічається в тому самому ареалі, що й Aequorea victoria. Ця інша форма була названа Aequorea coerulescens. Хоча A. coerulescens, частіше зустрічається у східній частині Тихого океану, рідкісні екземпляри були зібрані в центральній Каліфорнії та у Фрайдей-Харбор, Північний Пуджет-Саунд. Вона є морфологічно подібною до Aequorea victoria, але форма Aequorea coerulescens більша (приблизно розміром з обідню тарілку) з більшою кількістю радіальних каналів. Тварини проміжних розмірів між цими двома формами також є досить проміжними за зовнішнім виглядом, що ускладнює морфологічну ідентифікацію.
Вважається, що цей вид є синонімічним до Aequorea aequorea Осаму Шімомури, вченого, що вперше відкрив зелений флуоресцентний білок (GFP). Він разом з Мартіном Чалфі та Роджером Ю. Ціеном отримали Нобелівську премію з хімії в 2008 році  за відкриття та покращення цього білка, як важливого інструменту для біологічних досліджень. Спочатку назву A. victoria використовували для позначення варіанту, знайденого в Тихому океані, а позначення A. aequorea використовували для зразків, знайдених в Атлантиці та Середземномор’ї. Назва виду, що використовувалась для очищення GFP, пізніше була оскаржена MN Arai та A. Brinckmann-Voss (1980),  які вирішили розділити їх на основі 40 зразків, зібраних навколо острова Ванкувер. Шімомура зазначає, що цей вид загалом демонструє велику варіацію: з 1961 по 1988 рік він зібрав близько 1 мільйона особин у водах, що оточують лабораторії Фрайдей Харбор Вашингтонського університету, і в багатьох випадках були виражені варіації у формі медуз.

## Життєвий цикл
Aequorea victoria має життєвий цикл з двох форм, вона чергує безстатеві бентосні поліпи та статеві планктонні медузи відповідно до сезонної моделі.  Молоді медузи Aequorea victoria брунькуються з гідроїдних колоній наприкінці весни; ці вільноживучі гідромедузи проведуть все своє життя в планктоні. Свою першу стадію життя медуза швидко росте, і після досягнення приблизно 3 см почне виробляти гамети для розмноження. Кожна медуза є або самцем, або самкою. Яйцеклітини та сперматозоїди щодня дозрівають у статевих залозах медузи, викидаються у товщу води у відповідь на зміну освітлення, де вони запліднюються та зрештою осідають, утворюючи нову гідроїдну колонію. Гідроїди живуть на твердих або кам’янистих субстратах на дні, де вони брунькують нові молоді медузи щовесни у відповідь на деякі (досі невідомі) сигнали навколишнього середовища. Медузна форма зазвичай живе приблизно 6 місяців, з пізньої весни до осені.

## Харчування
Aequorea victoria зазвичай харчується м’якотілими організмами, але раціон також може включати деякі ракоподібних (зоопланктон), такі як копеподи, крабові зоєали, науплії вусоногих ракоподібних та інші личинкові планктонні організми. До желатиноподібних організмів, що входять в раціон, належать гребнефори, апендикулярії та інші гідромедузи, включаючи рідко інші Aequorea victoria, якщо умови сприяють цьому. Медуза захоплює здобич  довгими щупальцями, що мають нематоцисти, і поглинає її за допомогою скорочень рота, який може розширюватися, щоб поглинати організми, що мають розмір вдвічі менший за розмір медузи. Через їх ненажерливий характер щільність Aequorea victoria може бути обернено пропорційна щільності зоопланктону, що вказує на конкурентну присутність у спільному середовищі.
Швидкість плавання Aequorea victoria не збільшується зі збільшенням розміру тіла, що робить їх поганими плавцями. Внаслідок цього їм необхідний безпосередній контакт зі своєю здобиччю, щоб харчуватися, що забезпечується завдяки енергійному руху, коли тиск дозволяє їм пасивно рухатися в навколишньому середовищі.

## Хижаки
Aequorea medusae їсть сцифозоя Cyanea capillata, яку зазвичай називають желе з левової гриви, а також реброплави, сифонофори та інші гідромедузи, включаючи задокументовані випадки канібалізму. Знайшли багато більших екземплярів, що мали на собі паразитичного бокоплава Hyperia medusarum, прикріпленим або до підзонкової, або до ексзонової; ці амфіподи можуть зариватися в желе, але така діяльність не смертельна для медуз.

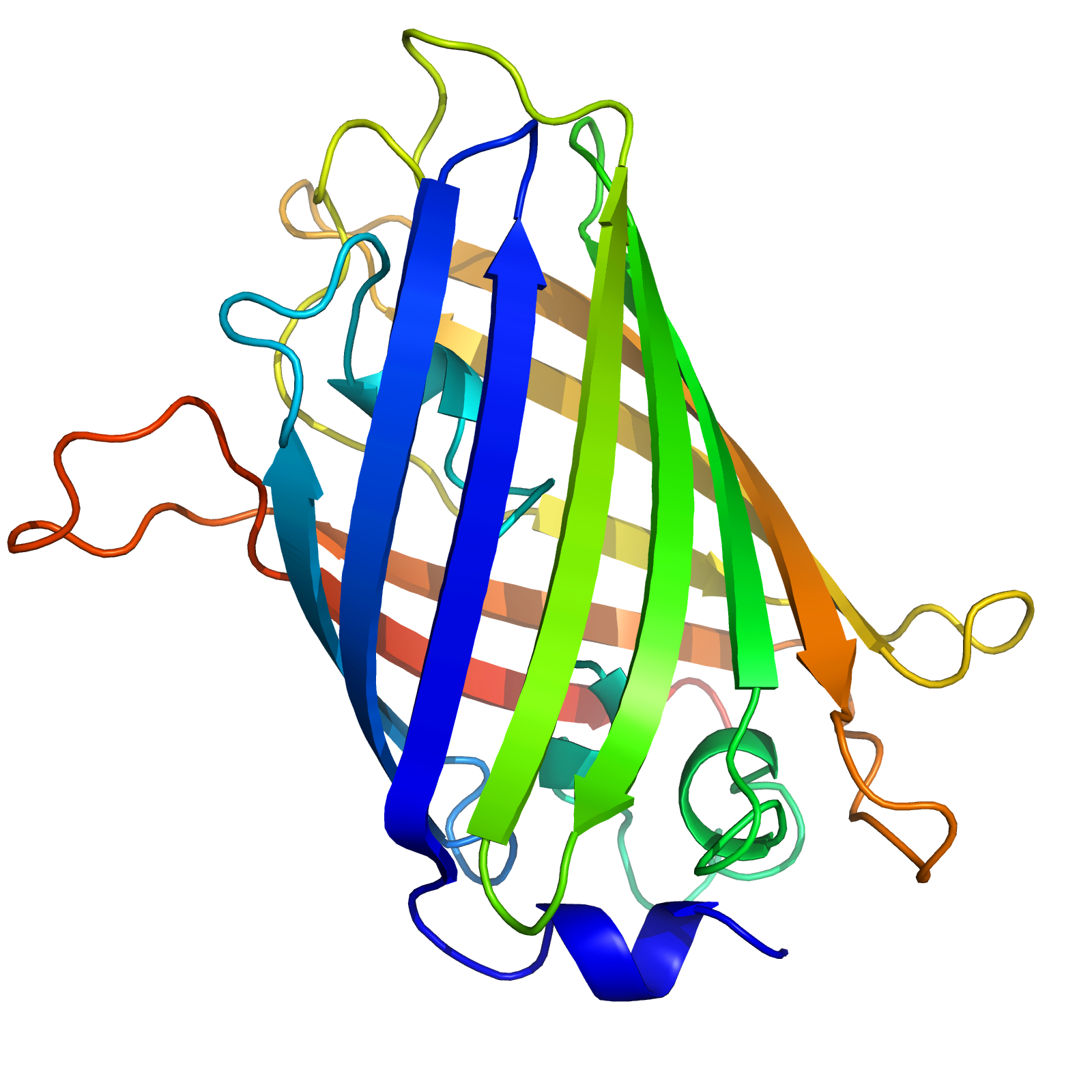
Стрічкова діаграма зеленого флуоресцентного білка

Ця медуза може робити спалахи синього світла завдяки швидкому вивільненню кальцію (Ca 2+ ), який взаємодіє з фотобілком екворіном. Вироблене синє світло, у свою чергу, поглинається зеленим флуоресцентним білком (GFP), який потім випромінює в зеленому діапазоні. Таке перетворення енергії називається резонансним переносом енергії Ферстера (FRET). І екворин, і GFP є важливими флуоресцентними маркерами, які часто використовують у біохімічних дослідженнях.
У 1961 році Шімомура і Джонсон виділили білок екворин і його маломолекулярний кофактор коелентеразин з великої кількості медуз Aequorea в лабораторіях Фрайдей Харбор. Після початкового виявлення яскравого світіння при додаванні морської води до очищеного зразка вони виявили, що для запуску біолюмінесценції потрібні іони кальцію (Ca 2+ ). Це дослідження також поклало початок дослідженням зеленого флуоресцентного білка, які були підсумовані Шімомура. У 1967 році Ріджвей і Ешлі зробили мікроін’єкцію екворину в окремі м’язові волокна вусоногих раковин і спостерігали тимчасові сигнали, залежні від іонів кальцію під час скорочення м’язів.
За отримання зеленого флуоресцентного білку (GFP) Осаму Шімомура був удостоєний Нобелівської премії з хімії 2008 року разом з Мартіном Чалфі та Роджером Цянем.
Це відкриття дало поштовх розвитку медицини, оскільки воно дозволяє глибше зрозуміти лікування та медичну діагностику за допомогою досліджень клітин і бактерій.

## Зовнішні посилання
- Загальний огляд видів
- Анімація зеленого флуоресцентного білка
- Вашингтонський університет: Aequorea victoria
- GFP & Aequorea у флуоресцентній мікроскопії